# ميشا هانكوك
ميشا دانييل هانكوك (بالإنجليزية: Micha Danielle Hancock) (مواليد 10 نوفمبر 1992) هي لاعبة كرة طائرة أمريكية في منتخب الولايات المتحدة لكرة الطائرة للسيدات، فازت مع منتخب بذهبية أولمبياد 2020.